# MCA Records
La MCA Records è stata un'etichetta discografica statunitense, fondata nel 1968 dalla Music Corporation of America. Per quattro anni fu attiva solo in Europa. È molto nota per aver prodotto artisti come Elton John (solo negli USA), Lynyrd Skynyrd, Tom Petty, George Strait, Mary J. Blige, Cher, Olivia Newton-John.
Nel 1996 la casa madre, acquisita per l'80% dalla Seagram l'anno prima, cambiò nome in Universal Studios, e la sua divisione musicale prese il nome di Universal Music Group.
La MCA Records rimase attiva come etichetta discografica facente capo all'Universal Music Group fino al 2003, quando fu acquistata dalla Geffen Records. 
In Italia è stata distribuita da Messaggerie Musicali, poi da Dischi Ricordi, poi dalla WEA Italiana, poi dalla BMG, prima di mettersi in proprio.